# Casa Antoni Rovira i Trias
La Casa Antoni Rovira i Trias és un edifici situat al carrer dels Banys Nous, 5 de Barcelona, catalogat com a bé amb elements d'interès (categoria C).

## Història
En aquest indret hi havia la casa del mestre fuster Antoni Rovira i Riera, que la va fer reformar entre 1824 i 1826. La finca fou heretada pel seu fill, l'arquitecte Antoni Rovira i Trias, que el 1860 va demanar permís per a reedificar-la segons el seu propi projecte.

## Descripció
Edifici d'habitatges de planta baixa, quatre pisos i àtic. La composició de la façana s'organitza en tres eixos verticals d'obertures amb balcons amb llinda i llosana de pedra de Montjuïc (amb volada que es redueix en alçada) i baranes de ferro forjat. Els baixos tenen dos grans portals d'arc escarser i clau en mènsula, i un de central d'arc de mig punt motllurat, a sobre del qual hi ha un relleu amb la data mdccclx. El parament és d'especejament horitzontal als baixos i estucat llis a la resta.

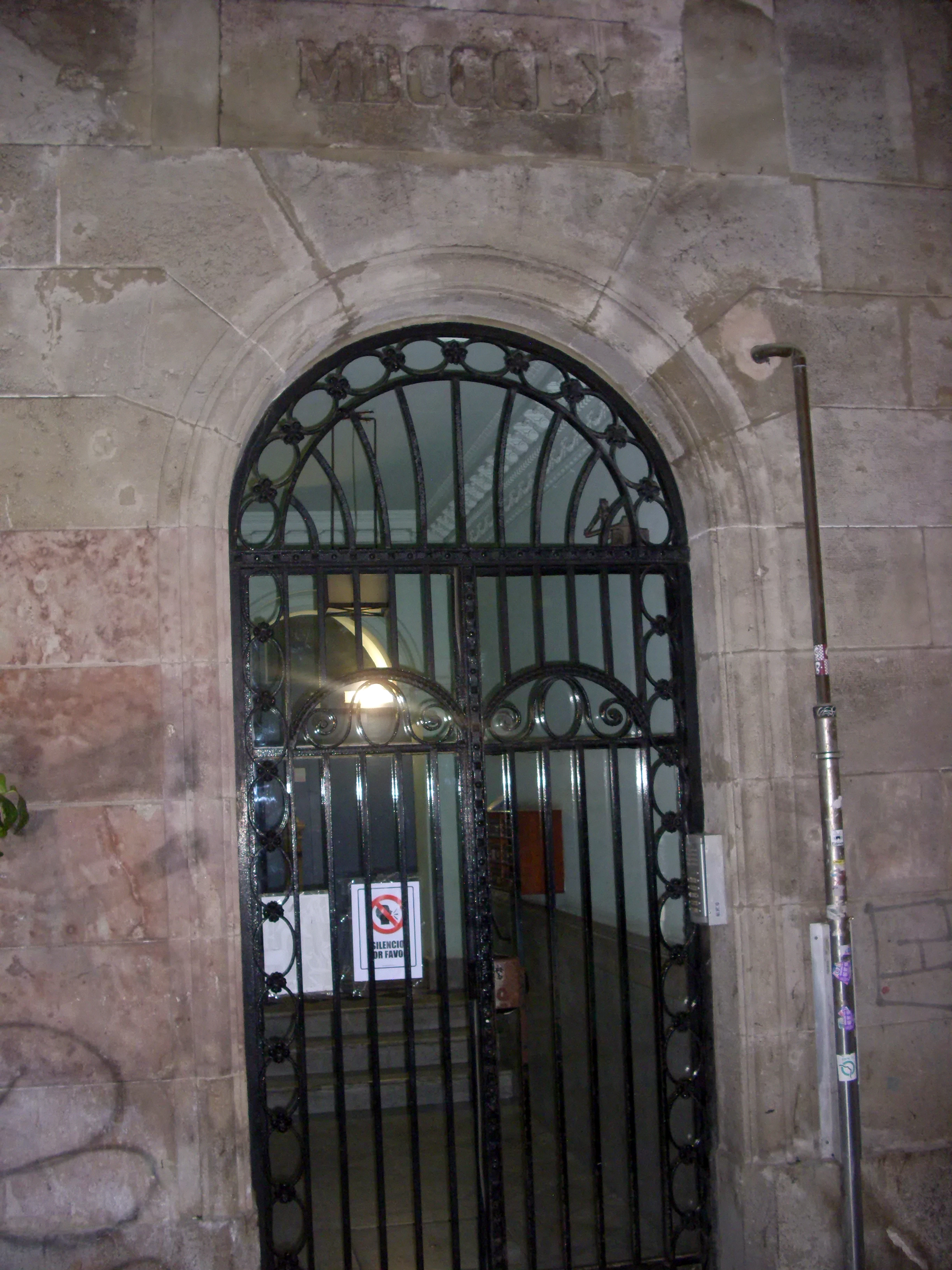
Portal amb la data MDCCCLX

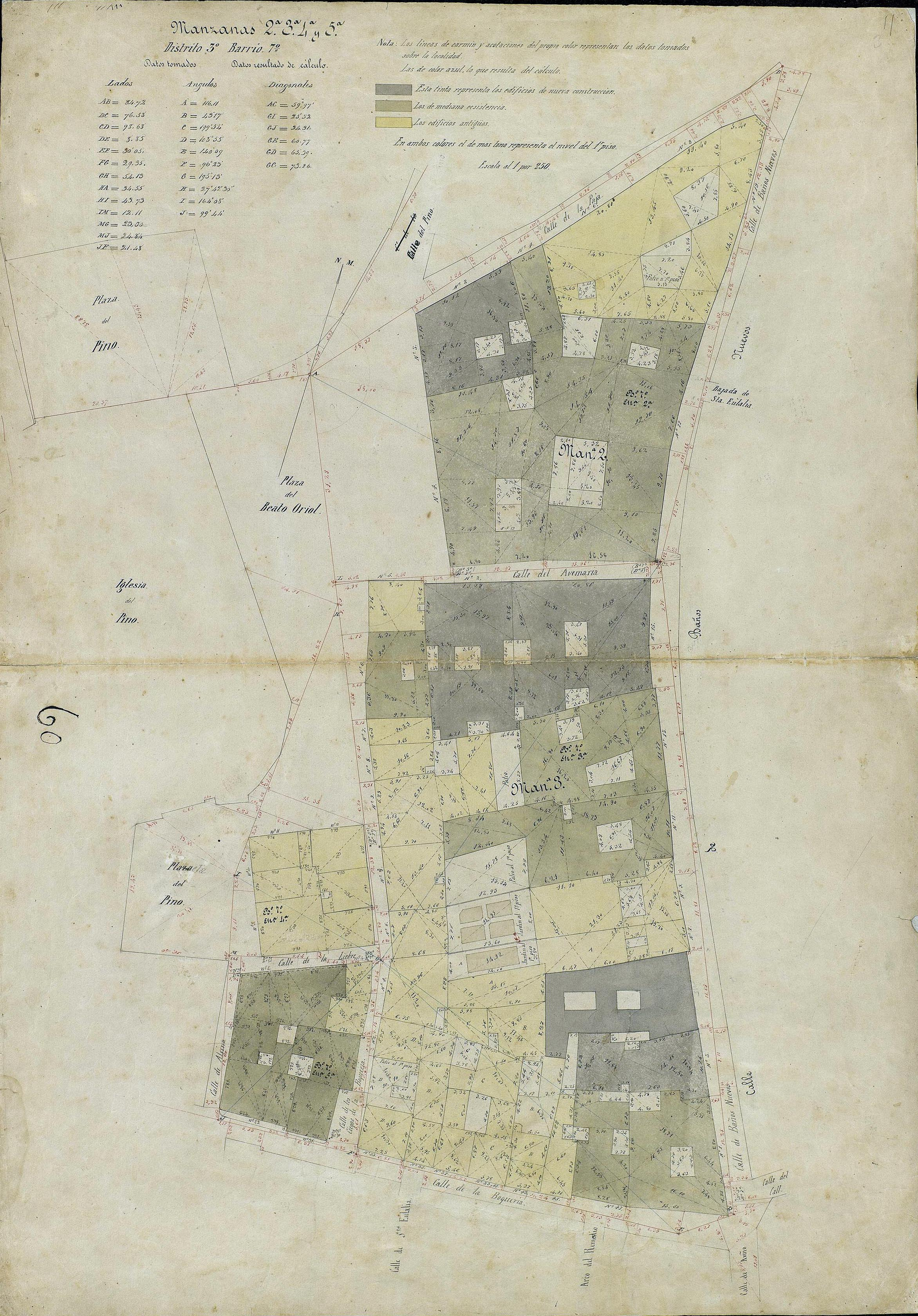
Quarteró núm. 60 de Garriga i Roca (c. 1860)